# Marco Roscio Celio
Marco Roscio Celio (En latín, Marcus Roscius Coelius o Caelius) fue un senador romano del siglo I, que desarrolló su carrera política bajo los imperios de Nerón, Vespasiano, Tito y Domiciano.

## Carrera
Su primer cargo conocido fue el de legado de la Legio XX Valeria Victrix estacionada en Viroconium (Wroxeter, Gran Bretaña) en la provincia romana de Britania, por lo que debía haber sido pretor poco tiempo antes. Durante su mando tuvo una pésima relación con el gobernador provincial Marco Trebelio Máximo. De acuerdo con lo señalado por Tácito, los soldados lo odiaban por su codicia. Este conflicto se intensificó durante la guerra civil del 69, año de los cuatro emperadores, por lo que las legiones británicas inicialmente reconocieron a Vitelio como gobernante. Trebellio acusó a Roscio Celio de actividades subversivas y el legado, a su vez, asumió que la avaricia del gobernador había empobrecido a los legionarios. Los demás legados legionarios de Britania  apoyaron la posición de Roscio Celio y Trebelio tuvo que escapar de su provincia y buscó protección de Vitelio.
Después de la fuga de Trebellio, Gran Bretaña fue administrada provisionalmente por los legados de la legión, incluido Roscio Celio. Entonces Vitelio transfirió a Marco Vetio Bolano al puesto de gobernador como sucesor de Trebelio, pero Vespasiano fue capaz de prevalecer en la lucha de poder contra Vitelio y convertirse en el nuevo emperador. En 70, Cneo Julio Agrícola, el futuro suegro de Tácito, reemplazó a Roscio Celio como legado de la Legio XX Valeria Victrix por orden de Cayo Licinio Muciano, quien encabezaba temporalmente el gobierno de Roma para Vespasiano.
De vuelta a Roma, con sus antecedentes su carrera se oscureció, pero entre marzo y abril de 81, bajo Tito, quien falleció en septiembre de ese año, pudo alcanzar el ansiado cargo de cónsul suffectus.